# Kaho Miyasaka
Kaho Miyasaka (17. oktober i Chiba-præfekturet) er en japansk mangaka. Hun er mest kendt for KARE first love, som blev en kæmpe succes i Japan. 
Hun debuterede i 1992 med Jungle Boy i magasinet Shôjo Comic fra Shogakukan og har blandt andet også lavet 16 engage (1997), Kiss in the Blue (1998) og Binetsu Shojo (1999). 
Hendes yndlingsfarver er pasteller, sort og hvid. 